# 坂本文子 (平和運動家)
坂本 文子（さかもと ふみこ、1908年〈明治41年〉 - 1988年〈昭和63年〉6月26日）は、日本の平和運動家。広島県広島市中区の千田保育園初代園長。広島市への原子爆弾投下による被爆者の1人。広島県広島市天神町（後の中区中島町）出身、広島市立第一高等女学校（以下、市女と略。後の広島市立舟入高等学校）卒業。

## 経歴
天神町の酒屋の長女として誕生。市女を卒業した後、19歳で結婚し、1男1女に恵まれた。
広島市舟入本町在住であった1945年（昭和20年）8月6日、広島市に原子爆弾が投下された。当時13歳の長女は爆心地からわずか500メートルの場所で建物疎開に動員されていために重傷を負い、その日の内に母の目の前で死去した。当時17歳の長男は爆心地から1キロメートルの場所におり、一見すると軽傷であったが、原爆症により8月30日に死去した。原爆により、その月の内に子供を2人とも失った。実子の苦しむ姿を目の当たりにしただけに、原爆への強い恨みと抱くことになった。
1951年（昭和26年）、実子に代えて広島の子供たちを育てるべく、市女の同窓生とともに保育所設立の募金運動に着手した。1953年（昭和28年）、中区に千田保育園を設立し、初代園長に就任、後には理事長となった。保育所の同窓経営は全国的にみてもユニークな事業形態であり、この事業を通じて広島の子供たちの育成にあたった。
1975年（昭和50年）より、修学旅行で広島を訪れる中高生が増えたことから、平和運動家の江口保の依頼に応え、語り部として中高生たちに被爆体験を語る活動を開始した。坂本は主に広島平和記念公園に近い市女の原爆慰霊碑の前で、子供を失った悲しみと若い世代への期待を語った。坂本の知人によれば、坂本が原爆による実子との死別を口外したことは、これが初めてだったという。自宅が平和公園に近いこともあり、その後も同公園で平和運動を展開する江口とは親交を持ち、江口の依頼により毎年、被爆体験の語りを続けた。1978年（昭和53年）には被爆死を免れた夫とも死別したが、1人暮しを続けつつ活動を続行した。語りが足りないときには、旅行生を自宅に宿泊させて語り明かすこともあった。
1980年代、かつてアメリカの米国戦略爆撃調査団が撮影した原爆記録フィルムを元にした記録映画公開運動「10フィート運動」が展開されるにあたり、1981年（昭和56年）にその試写会に出席した。同じ被爆者として出席していた沼田鈴子が、フィルムに映った自身の姿を世界中に晒すことに躊躇していたところへ、原爆の惨事の中で「生かされた者」として被爆体験を人々に伝えるよう説得し、沼田がその後の30年の生涯を平和運動に挺身するきっかけとなった。
1987年（昭和62年）8月6日、NHK『おはようジャーナル』内の特集企画「戦争を知っていますか? 子どもたちへのメッセージ」に出演し、視聴者の子供たちへ向けて、平和の尊さ、生命の尊さを訴えた。
NHK出演直後、体に不調を訴えて入院した。被爆後はさほど異常もなく生活していたものの、被爆により体を蝕まれていたことが明らかになった。その年の冬にNHK編集者が面会を求めたところ「がりがりに痩せてしまったから、もう少し太ってから」と明るく笑っていたというが、翌1988年（昭和63年）6月26日、がん性腹膜炎のために、満80歳歳で死去した。当時の毎日新聞広島版には、大きなスペースを割いて追悼記事が掲載された。証言活動は10年以上にわたり、証言相手の学校は宮城県から佐賀県まで延べ500校以上、生徒数は1万人以上におよんだ。

## 没後

「平和のこと よろしく」碑

生前、坂本には修学旅行生や教師たちから、礼状や感想文集などが多数送られていた。江口保はこれらから、修学旅行の記録集や感想文集をまとめ、広島修学旅行で多く利用された新亀満旅館に「坂本文子修学旅行文庫」を設置した（後に同旅館閉鎖に伴い、市内の別の旅館『あいおい』に移設）。
その後、残された手紙や、没後に多くの人々から寄せられた追悼の言葉をいかし、江口らにより『紅梅 坂本文子・遺稿・追悼文集』が制作され、1989年（平成元年）に発行された。
1994年（平成6年）に坂本の自宅が取り壊された後には、文集製作後に残った浄財により、自宅跡に記念碑が設置された。碑には坂本が子供たちにいつも訴えていた言葉「平和のこと、よろしく」の一文が刻まれた。ただし設置から20年以上経った後には、風化に伴い、文章の判読はほとんど不可能になっている。
2019年（平成31年）1月からは、広島市の国立広島原爆死没者追悼平和祈念館での企画展「流燈」で、坂本文子ら被爆者の遺族の思いを伝える映像が放映され、大きな反響を呼んだ。

## 評価
坂本の葬儀において、江口保は遺族の依頼により、弔辞として以下のように語った。
前述の沼田鈴子は、遺稿・追悼文集の発行にあたり、坂本を偲んで以下の一文を同書に寄せた。